# Пряжене молоко
Пря́жене молоко́ — молочний продукт, який виробляють тривалим пряженням молока: за температури 95—99°С протягом 3 годин або за температури 105°С протягом не менше 15 хвилин, але не доводячи до кипіння. Зазвичай для пряження використовують незбиране чи жирне молоко. Нагрівають при цьому молоко рівномірно (наприклад, у печі).
Пряжене молоко має карамельний відтінок, характерний смак та аромат.
Продукт традиційно поширений в Україні. Вживають його найчастіше як напій. Також використовують для виготовлення ряжанки та у кулінарії (для печива, пирогів, кремів).